# Debian-BR-CDD
Debian-BR-CDD este o distribuție braziliană de Linux bazată pe Debian.

## Legături externe
- Site oficial